# Иоселиани, Отиа Шалвович
Отиа Шалвович Иоселиани (груз. ოტია შალვას ძე იოსელიანი; 16 июня 1930, с. Гвиштиби, Грузия — 14 июля 2011, Грузия) — грузинский советский писатель и сценарист.

## Биография
В 1961 году окончил Высшие литературные курсы. Печатался с 1954 года. Первая книга — сборник детских рассказов «Близкие соседи» («Карис мезолблеби», 1957). Романы «Звездопад» («Варсквлавтцвена», 1962; рус. пер. 1963) и «В плену у пленников» («Тквета ткве», 1972) посвящены событиям периода Великой Отечественной войны. Роман «Жила-была женщина» («Ико эрти кали», 1970) ставит сложные этические проблемы современности. Иоселиани принадлежат также повести «Приключение Каха» («Кахас тавгадасавали», 1960), «За девятью горами» («Цхра мтас икит», 1963; рус. пер. 1964), «Солдат вернулся» («Джарискаци дабрунда», 1967); сборники «Я и любовь» («Ме да сикварули», 1963), «Новеллы» (1965), «По дороге с мельницы» (1966).
С начала 1960-х годов выступал как драматург: драмы «Человек рождается однажды» («Адамиани исадеба ерткел», пост. 1962), «Заколдованная вершина» («Моджадоебули мцвервали», пост. 1968); комедии «Пока арба не перевернулась» («Санам уреми гадабрундеба», пост. 1969; идет во мн. сов. театрах и за рубежом), «Шесть старых дев и один мужчина» («Еквси шинабера да эрти мамакаци», пост. 1971), «Бунт в Сабуэ» («Бунти Сабуеши», пост. 1972).
Произведения Иоселиани переведены на многие языки народов СССР и иностранные языки. Сочинения: В рус. пер. — «Девушка в белом», Тб., 1961; «Один день», М., 1968; «Жила-была женщина», Тб., 1969; «Звездопад». [Предисл. И. Гринберга], М., 1972. По его сценариям сняты ряд мультипликационных фильмов на киностудии «Грузия-фильм», в том числе по его рассказу «Чужак в козьем стаде» снят в 1987 — «Чужак», мультипликационный фильм, производство киностудии «Узбекфильм».
14 июля 2011 года в Грузии на 82-м году Отия Иоселиани скончался после продолжительной болезни. Согласно завещанию, похоронен во дворе собственного дома в городе Цхалтубо, ул. Искусств, д. 1

## Сочинения
- 1962 — «Звездопад»
- 1970 — «Жила-была женщина»

## Фильмография
- 1960 — Левана. Сценарист
- 1962 — Девушка в белом (из киноальманаха Два рассказа). Сценарист
- 1966 — Любовь и кибернетика, мультфильм, к/c «Грузия-фильм». Сценарист
- 1967 — Скоро придёт весна. Сценарист
- 1970 — Звезда моего города, художественный фильм, к/c «Грузия-фильм». Сценарист
- 1978 — Сказка про бачо и его маму, мультфильм, к/c «Грузия-фильм». Сценарист
- 1979 — Бачо едет к бабушке, мультфильм, к/c «Грузия-фильм». Автор сценария